# Медаль і лекція Рубі Пейн-Скотт

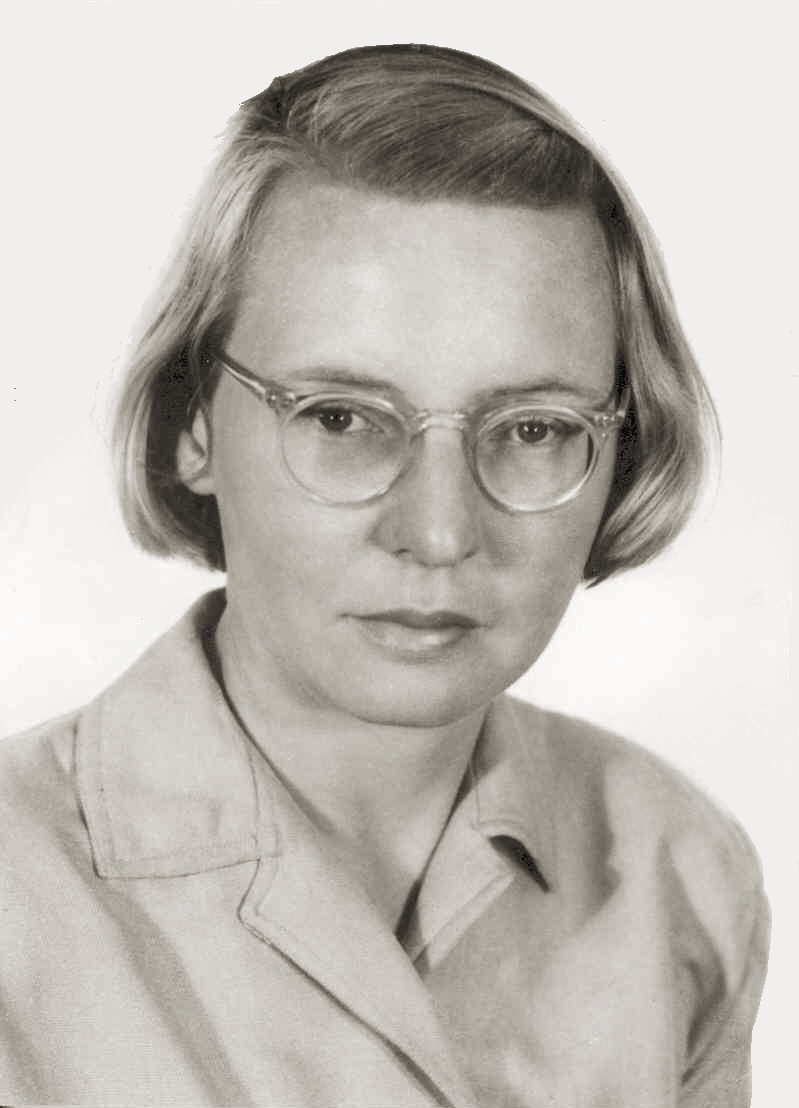
Рубі Пейн-Скотт (1912—1981), австралійська піонерка радіоастрономії.

Медаль і лекція Рубі Пейн-Скотт (англ. Ruby Payne-Scott Medal and Lecture) — нагорода для австралійських жінок-науковиць у галузі біологічних та фізичних наук. Він присуджується Австралійською академією наук дослідницям, які проживають і проводять свої дослідження переважно в Австралії.
Ця нагорода, заснована в 2021 році, вшановує наукові досягнення Рубі Пейн-Скотт, зокрема в галузі радіофізики та радіоастрономії.

## Лауреати
| Рік  | Лауреати         | Галузь                      | Джерела      |
| ---- | ---------------- | --------------------------- | ------------ |
| 2021 | Шеріл Прегер     | Математика                  | [ 3 ] [ 4 ]  |
| 2022 | Ліз Денніс       | Молекулярна біологія рослин | [ 5 ] [ 6 ]  |
| 2023 | Дженніфер Грейвс | Генетика                    | [ 7 ] [ 8 ]  |
| 2024 | Керрі Менгерсен  | Статистика                  | [ 9 ] [ 10 ] |